# Rodolfo Sciamarella
Rodolfo Aníbal Sciammarella (Buenos Aires, 8 de octubre de 1902 – Buenos Aires, 24 de junio de 1973) fue un pianista, compositor y guionista de cine argentino.
Entre sus obras se encuentran, No te engañes corazón, tango que supuso su estreno como compositor en 1926, Besos brujos, Vieja recova, Che Bartolo, Dos en uno, Qué fácil es decir, Hacelo por la vieja, Llévatelo todo, Pura sangre, De igual a igual y el Himno de las Américas. También colaboró en varias películas argentinas con sus creaciones. Por sus ideas cercanas al peronismo, se exilió en México tras el derrocamiento de la presidencia de Juan Domingo Perón en 1955, y luego a España en 1962. En este último país continuó su carrera como compositor e intérprete de piano. En la actualidad y tras su fallecimiento, su obra sigue difundiéndose y sus principales éxitos forman parte del repertorio de muchas orquestas.
Es también conocido por haber compuesto el jingle original del anuncio de Turrones El Lobo "El Lobo, qué buen turrón/El Lobo, qué gran turrón/El Lobo es un manjar/Es el turrón que endulzará su paladar/El Lobo. Qué gran turrón",

## Filmografía
Musicalización
- Por cuatro días locos (1953).
- Rebelión en los llanos (1953).
- A La Habana me voy (1951).
- Al compás de tu mentira (1950).
- Alma de bohemio (1949).
- El ídolo del tango (1949).
- Avivato (1949).
- Un tropezón cualquiera da en la vida (1949).
- La rubia Mireya (1948).
- El tango vuelve a París (1948).
- Recuerdos de un ángel (1948).
- Cristina (1946).
- La tía de Carlos (1946).
- Cinco besos (1945).
- La calle Corrientes (1943).
- Ven mi corazón te llama (1942).
- Elvira Fernández, vendedora de tienda (1942).
- El tesoro de la isla Maciel (1941).
- Un bebé de París (1941).
- Melodías de América (1941).
- Luna de miel en Río (1940).
- Isabelita (1940).
- El astro del tango (1940).
- De México llegó el amor (1940).
- La luz de un fósforo (1940).
- Los muchachos se divierten (1940).
- Mandinga en la sierra (1939).
- El sobretodo de Céspedes (1939).
- Los pagarés de Mendieta (1939).
- Kilómetro 111 (1938).
- Pampa y cielo (1938).
- El último encuentro (1938).
- Papá Chirola (1937).
- Besos brujos (1937).
- Muchachos de la ciudad (1937).
- ¡Tango! (1933).

Compositor del tema musical
- Perón, sinfonía del sentimiento (1999).
- El fabricante de estrellas (1943).
- En el último piso (1942).
- Peluquería de señoras (1941).
- Si yo fuera rica (1941).
- Isabelita (1940).
- El ángel de trapo (1940).
- Ambición (1939).
- Adiós Buenos Aires (1938).
- Sol de primavera (1937).
- Ayúdame a vivir (1936).

Guionista
- Los muchachos de mi barrio (1970).
- Por cuatro días locos (1953).
- Nace un campeón (1952).
- A La Habana me voy (1951).
- La barra de la esquina (1950).
- Piantadino (1950).
- Alma de bohemio (1949).
- Un tropezón cualquiera da en la vida (1949).

Banda sonora
- Tango (1998) (guionista: "Quién hubiera dicho").
- La dama del velo (1949) (guionista: "No te perdono más").